# خالدیا
خالدیا (یونانی: Χαλδία) منطقه‌ای تاریخی بود که در بلندی‌های کوهستانی واقع در شرق دریای سیاه و شمال شرقی آناتولی (ترکیه امروزی) قرار داشت. این منطقه تا نواحی ساحلی اطراف ترابوزان گسترده شده بود و از شمال به دریای سیاه، از شرق به لازستان، از جنوب به ارزنجان، ارزروم و ارمنستان صغیر و از غرب به پونتوس محدود می‌شد.
تنها کلمه باقی‌مانده از زبان خالدی، کاکامار، به ارتباط آن با زبان‌های هندواروپایی اشاره می‌کند. طبق گفته آپولونیوس رودسی، خالدیان از سکاهای ایرانی‌تبار بودند.
اولین ساکنان خالدی، یعنی کالیب‌ها، به عنوان آهنگران ماهر آهن شناخته می‌شدند. استعمار یونان در خالدیا به ساحل محدود بود. امپراتوری روم فقط بر مناطق ساحلی خالدیا تسلط داشت. ژوستینین یکم قبایل داخلی خالدیا را تحت تسلط خود درآورد و آنها را مسیحی کرد.
خالدیا سرشار از ذخایر معدنی مانند سرب، نقره و طلا بود. موقعیت راهبردی آن باعث شد تا به عنوان بخشی رسمی از امپراتوری بیزانس تحت عنوان سرزمین خالدیا شناخته شود. در اواخر سده‌های میانه، این منطقه هسته اصلی امپراتوری ترابوزان را تشکیل می‌داد تا اینکه در سال ۱۴۶۱ توسط امپراتوری عثمانی فتح شد. نام «خالدیا» از مردمی به نام کالیب‌ها گرفته شده‌است که در دوران باستان در این منطقه ساکن بودند.
آنتونی برایر منشأ نام [خالدیا] را نه به کلده، آن‌طور که کنستانتینوس هفتم پی گرفته بود، بلکه به زبان اورارتویی نسبت می‌دهد، که گویندگانش خالدی را خدای خورشید می‌دانستند. برایر در زمان نوشتن تحقیق خود خاطرنشان می‌کند که تعدادی از روستاهای منطقه اوف ترابزون هنوز به نام "Halt" شناخته می‌شدند. با این حال، دیگر محققان ارتباط اورارتویی را رد می‌کنند. Χάλυψ، نام قبیله در زبان یونانی، به معنای «آهن کارشده، فولاد» است، اصطلاحی که در لاتین به صورت chalybs به معنی «فولاد» درآمده است. سیس نام یونانی Chalybe را از Khaly-wa هیتی به معنی «سرزمین هالیس» مشتق کرده‌است. "Chalybes" بیش از یک مردم یا قبیله قابل شناسایی، یک اصطلاح عمومی یونانی برای "مردم سواحل دریای سیاه که در تجارت آهن فعالیت دارند" بود.

## جغرافیا
در ابتدا، نام خالدیا به منطقه کوهستانی اطراف گوموش‌خانه، در شمال شرقی آناتولی محدود می‌شد، اما در دوره میانی بیزانس، این نام به مناطق ساحلی نیز گسترش یافت و بدین ترتیب کل استان اطراف تراپزوس (طرابزون امروزی) را دربر گرفت. خالدیا که شرقی‌ترین منطقه کوه‌های آناتولی شمالی را تشکیل می‌داد، از شمال به دریای سیاه، از شرق به لازستان (غربی‌ترین بخش پادشاهی ایبری) از جنوب به ارزنجان، ارزروم و آنچه رومیان و بیزانسی‌ها ارمنستان کوچک نامیدند و از غرب به نیمه غربی پونتوس محدود می‌شد. شهرهای اصلی آن دو کلنی باستانی یونانی‌ها، کراسوس (گره‌سون امروزی) و تراپزوس بودند که در دشت‌های ساحلی واقع شده بودند. نواحی کوهستانی داخلی در جنوب، که به نام Mesochaldia ("خالدیای میانه") شناخته می‌شود، کمتر سکونت‌پذیر بود و توسط مورخ قرن ششم پروکوپیوس به عنوان "غیرقابل دسترس" توصیف می‌شد؛ اما سرشار از ذخایر معدنی، به ویژه سرب، نقره و طلا بود. معادن این منطقه باعث شدند شهرک اصلی لقب آرگیروپولیس ("شهر نقره" گوموش‌خانه امروزی) بگیرد .
تنها کلمه باقی‌مانده از زبان خالدی، کاکامار (نام خالدی برای دریای سیاه)، به ارتباط آن با زبان‌های هندواروپایی اشاره می‌کند. استرابون خالدیان را با مردمان باستانی کالیب هویت می‌دهد و آنها را خشن و جنگجو توصیف می‌کند.
اولین ساکنان محلی، یعنی کالیب‌ها، توسط نویسندگان کلاسیک به عنوان یکی از اولین ملل آهنگر آهن شناخته می‌شدند.
در واقع، نام یونانی فولاد (یونانی: χάλυβας، خالیباس) است که احتمالاً از آنها گرفته شده‌است.
اولین کلنی یونانی، تراپزون بود که توسط بازرگانان یونانی از ملط تأسیس شد و به‌طور سنتی به سال ۷۵۶ قبل از میلاد می‌رسد. استعمار یونان به ساحل محدود می‌شد و در دوره‌های بعدی امپراتوری روم نیز فقط اسمی بر قبایل داخلی باقی ماند. با این حال، مناطق ساحلی به استان‌های روم پنتوس تعلق داشتند. فقط در طول حکومت ژوستینین یکم (۵۲۷–۵۶۵) بود که قبایل جنگجو، سانویی‌ها یا تسانویی‌ها، تحت تسلط، مسیحی و تحت حکومت مرکزی درآمدند. ژوستینین کل منطقه را در استان نوبنیاد ارمنستان یکم ماگنا با ترابوزان به عنوان پایتخت خود (تحت امپراتور موریس (امپراتور روم شرقی)، به ارمنستان سوم تغییر نام یافت) شامل شد.

## تاریخ
در نیمه دوم قرن هفتم، با تأسیس نظام تمی در تقسیمات کشوری بیزانس، این منطقه (پلوس پولمونیاکوس به همراه بخشی از ارمنستان یکم که به ارزنجان معروف بود) بخشی از تم ارمنستان شد، در ابتدا به عنوان تورما (لشکر) خالدیا و بعدها به عنوان یک دوک‌نشین (دکاتون) یا آرکنت نیموازی خودمختار درآمد. در سال ۸۴۰، و شاید از اوایل سال ۸۲۴، به عنوان یک «تم» مستقل تأسیس شد. جغرافی‌دانان عرب در قرون ۹ و ۱۰ گزارش‌های متفاوتی از این تم ارائه می‌دهند: ابن خردادبه گزارش می‌کند که شش مکان مستحکم داشته، قدامة بنجعفر شمار نیروهای آن را ۴۰۰۰ نفر می‌داند، در حالی که ابن فقیه همدانی می‌نویسد که استراتیگوس حاکم ۱۰۰۰۰ نفر (قطعاً بزرگنمایی شده) را فرمان می‌داده و دو تورمارکای تابع داشته. بر اساس اسناد قرن دهم، استراتیگوس خالدیا، بیست پوند طلا به عنوان حقوق سالانه دریافت می‌کرده، که نیمی از آن از خزانه دولت و بقیه از عواید مالیات استان خود او - شامل مالیات کومرکیون بر مسیرهای تجاری مهم از شرق که همگی در ترابوزان گرد می‌آمدند- تأمین می‌شده‌است. اوایل قرن دهم، بخش جنوبی تم، ناحالت کلتزنه از آن جدا شد و به تم جدیدالتأسیس Mesoپوتامیا اضافه شد.
خالدیا تا زمان توسعه قلمرو بیزانس در شرق، در اواخر قرن دهم، همچنان مرز شمال شرقی امپراتوری بیزانس باقی ماند. در طول دوره‌های ۱۰۹۱/۱۰۹۵–۱۰۹۸ و ۱۱۲۶–۱۱۴۰، تم عملاً توسط حکومت بیزانس مجزا شد. در طول دوره اول، تحت فرمانروایی دوکس تئودور گابراس، این منطقه توسط دودمان سلجوق از مناطق باقیمانده امپراتوری بیزانس جدا شد، در حالی که در دوره دوم، دوکس کنستانتین گابراس علیه امپراتور ژان دوم، امپراتور بیزانس شورش کرد. پس از غارت قسطنطنیه در سال ۱۲۰۴ توسط صلیبیون لاتین، دو دولت جانشین بیزانس تأسیس شدند: امپراتوری نیقیه و امارت اپیروس. یک سوم، امپراتوری ترابوزان، توسط الکسیوس یکم ترابوزان، از خاندان کمنن، فرمانده پادشاهی متحد گرجستان در لشکرکشی گرجستان به خالدیا، چند هفته قبل از غارت قسطنطنیه تأسیس شد. او خود را به‌طور دفاکتو امپراتور یافت و جایگاه خود را در طرابزون تثبیت کرد. در واقع، تا قرن چهاردهم، امپراتوری عملاً به قلمرو تم قدیم خالدیا محدود شد. امپراتوری ترابوزان توانست با ترکیبی از موقعیت غیرقابل دسترس خود، یک ارتش کوچک اما توانا و دیپلماسی صحیح مبتنی بر پیوندهای زناشویی، در برابر هرج ومرج‌ها باقی بماند، تا اینکه نهایتاً در سال ۱۴۶۱ به دست امپراتوری عثمانی سقوط کرد. با این وجود، دژهای مجزا در مناطق داخلی به مقاومت ادامه دادند. تنها در سال ۱۴۷۹ بود که این منطقه تسلیم شد و قلعه گولاچا، آخرین دژ باقی مانده مسیحیان در آناتولی، سقوط کرد. پس از آن نیز اقوام قابل‌توجهی از یونانی‌های پونتی در طول دوره عثمانی تا مبادله جمعیت میان یونان و ترکیه سال ۱۹۲۳ در این منطقه باقی ماندند.